# Polskie Towarzystwo Neurologiczne
Polskie Towarzystwo Neurologiczne – zrzesza osoby pracujące w dziedzinie nauk neurologicznych.
14 września 1933 podczas XIV. Zjazdu Lekarzy i Przyrodników Polskich – Zebranie Sekcji Neurologicznej Zjazdu zostało ukonstytuowane Polskie Towarzystwo Neurologiczne. Pierwszym prezesem został prof. Kazimierz Orzechowski.
Obecnie towarzystwo liczy ok. 2800 członków zwyczajnych. Funkcję prezesa pełnili m.in. Grzegorz Opala (2005–2008), Krzysztof Selmaj (2008–2011), Wojciech Kozubski (2011–2014), Przemysław Nowacki (2014–2017), Jarosław Sławek (2017–2021), Konrad Rejdak (2021–2024). Od 11 września 2024 roku nowym Prezesem Zarządu Głównego została Alina Kułakowska.